# Henriette Tomasi
Henriette Tomasi (* 11. Dezember 1969 in Königstein im Taunus) ist eine bildende Künstlerin, Goldschmiedemeisterin, Designerin, Malerin, Zeichnerin und Lyrikerin. Schwerpunkte ihrer Arbeit bilden Skulpturen, Gefäßkunst, Schmuck, Malerei und Zeichnung. Bevorzugtes Material sind Metalldraht und Metallfaden aus Silber, Kupfer, Gold, Edelstahl und Aluminium. Ihre Arbeiten erhielten Staatspreise. Tomasi lebte von 1969 bis 1993 in Kronberg im Taunus, anschließend in Hanau am Main, Frankfurt am Main, in München und seit 2006 erneut in der Heimatstadt Kronberg im Taunus (Hessen).

## Leben
Henriette Tomasi stammt aus einer Künstlerfamilie in Kronberg. Nach ihrem Abitur im Jahr 1989 in Kronberg absolvierte sie die Ausbildung zur Goldschmiedin und besuchte die Kunstschule Kronberg mit Schwerpunkt Aktzeichnen. Sie schloss 1993 ihre Ausbildung als Goldschmiedin ab und studierte von 1993 bis 1997 an der Staatlichen Zeichenakademie Hanau. Während ihres Studiums bei Franz Bette entwickelte sie eigene Techniken zur Herstellung von Schmuck, Gefäß und Skulptur aus Metalldraht und -faden und gelangte zu einer eigenständigen, künstlerischen Ausdrucksform. 1997 schloss sie ihr Studium bei Franz Bette ab und eröffnete als freischaffende Künstlerin und Designerin ihr erstes Atelier in Hanau-Steinheim. 1998 gründete sie in Frankfurt am Main das „Atelier ka“. Sie wirkte dort als bildende Künstlerin und Zeichnerin. Von 2001 bis 2007 arbeitete sie mit ihrem Mann Martin Tomasi (geborener Schütter) in Frankfurt und München zusammen.
Heute arbeitet und lebt sie als Bildende Künstlerin in Kronberg im Taunus.
Parallel schreibt Tomasi Lyrik und Kurzprosa. Ihre Texte sind in literarischen Zeitschriften und Anthologien erschienen, u. a. in der eXperimenta, Sommergras, Schreibtisch (Edition Federleicht) und anderen.
Henriette Tomasi ist Initiatorin des Nachwuchsförderwettbewerbs für Junge Kunst „Victoria Preis“ des Hochtaunuskreises und der Stadt Kronberg im Taunus. Schirmherr dieses Projekts war und ist der Landrat des Hochtaunuskreises. Sie ist Initiatorin und Organisatorin des Forums für Internationale Gefäßkunst VESSELS und des von ihr 2006 gegründeten Kunstforums Kronberg.

## Auszeichnungen
- 1997: 1. Preis, Die Mitte der Tafel, Int. Edelstahlwettbewerb, Solingen
- 2000: Talente Preis, Internationale Handwerksmesse (IHM), München
- 2000: Bayerischer Staatspreis für Nachwuchsdesigner, Anerkennung, München
- 2000: Hessischer Gestaltungspreis, Preis, Frankfurt am Main
- 2001: Hessischer Staatspreis für das Deutsche Kunsthandwerk 2001, Erster Preis, Tendence Int. Messe, Frankfurt
- 2002: Bayerischer Staatspreis 2002, München
- 2002: Schoonhoven Silver Award, Honourable Mention, Niederlande
- 2004: Jurierung Sonderschau Schmuck, München
- 2005: Award of the STFZ, 14th Int. Silverart Competition, Legnica, Polen
- 2005: Honourable Mention of the Gallery of Art, Legnica, Polen
- 2005: Premio di Incentivazione Internova 2005, Bozen, Südtirol, Italien
- 2007: 2nd place of the competition “WCC – Award 2007”, Fair artifact, Brügge, Belgien
- 2008: Hessischer Staatspreis für das Deutsche Kunsthandwerk 2008, Erster Preis, Frankfurt, D
- 2009: Finalistin WCC-Award 2009, Karlsruhe, D

## Arbeiten in öffentlichen Sammlungen
- Museum Angewandte Kunst, Frankfurt am Main
- Gesellschaft für Goldschmiedekunst, Hanau
- Deutsches Goldschmiedehaus, Hanau
- Museum für Kunst und Gewerbe Hamburg
- Rachael Barraclough Collection, London/Rom
- Musée Mandet, Riom

## Einzelausstellungen
- Galerie Hellhof, Kronberg im Taunus

## Ausstellungen
- Deutsches Klingenmuseum Solingen
- Museum für Kunst und Gewerbe, Hamburg
- Socle de La Défense, EURO – ART, Paris, Frankreich
- Museum für Kunsthandwerk, Grassimuseum, Leipzig
- Badisches Landesmuseum Karlsruhe
- Deutsches Textilmuseum Krefeld
- Landesmuseum für Vorgeschichte Dresden
- Deutsches Goldschmiedehaus Hanau
- Museum für Angewandte Kunst Budapest, Ungarn
- Ostholstein – Museum Eutin
- Deutsches Hirtenmuseum Hersbruck
- Provinciaal Museum Antwerpen, Niederlande
- Museum für Kunsthandwerk Prag, Tschechien
- Museum Koldinghus, Kolding, Dänemark
- Sotheby’s, London, Großbritannien
- Goethe Museum Düsseldorf
- The Craft Museum of Finland, Finnland
- Sotheby’s New York, USA (curated by Janice Blackburn)
- Dutch Textile Museum, Tilburg, Niederlande
- Galerie Ra, Amsterdam, Niederlande
- Galerie Fede Cheti, Mailand, Italien
- Galerie Handwerk der Handwerkskammer für München und Oberbayern, München
- Sienna Gallery, Lenox, Massachusetts, USA
- Charon Kransen Arts, New York, USA
- SOFA New York, USA
- De Novo Gallery, Palo Alto, California, USA
- Kunstmesse München
- SOFA Chicago, Int. exhibition of Sculpture, Objects and Functional Art, USA
- Museum het Kruithuis ’s-Hertogenbosch, Niederlande
- Galerie Hilde Leiss, Hamburg
- Galleria Paolo Marcolongo, Padua, Italien
- Dorman Museum, Middlesbrough, Großbritannien
- Wasserschloss Klaffenbach Chemnitz
- Städtisches Museum Göttingen
- Galeria Sztuki, The Gallery of Art, Legnica, Polen
- Musèe Val et Pays de Charmey, Schweiz
- Galleria Yes, Polen
- Museum Boijmans Van Beuningen Rotterdam, Niederlande
- Provincialmuseum, Sterkshof, Antwerpen, Belgien
- Bayerisches Nationalmuseum, München
- Musée Mandet, Riom, Frankreich
- „Meister der Moderne“, IHM 2007, München
- Belfried Brügge, Belgien
- Viaduc des Arts, Paris, Frankreich
- Museet På Koldinghus, Kolding, Dänemark
- Drouot Richelieu, Saint Cyr, Paris, Frankreich
- Ninaber van Eyben, Den Haag, Niederlande
- Wasserschloss Klaffenbach, Chemnitz
- Pinakothek der Moderne, Die Neue Sammlung, Museum für Angewandte Kunst, München

## Verbände
- Bundesverband Bildender Künstlerinnen und Künstler (BBK)
- VESSELS – Künstlergruppe, D – Initiatorin
- Verein Plagiarius e.V. – Innovation vs. Imitation, D
- Kunstforum Kronberg – Gruppe Zeitgeist

## Publikationen
- Die Mitte der Tafel. Ausstellungskatalog, S. 23–24, 32, 34, 37,109, Hanau, Solingen
- Goldschmiedezeitung 11/97. Die Mitte der Tafel, S. 7879, Stuttgart
- Schmuck und Gerät. Ausstellungskatalog, Nachwuchsförderwettbewerb, 1997/1998, Hanau
- Villages Européens De Peintres. Französisch-sprachiger Katalog, EURO ART, S. 9, Barbizon, Frankreich
- Kunsthandwerk & Design 1/1998. Die Mitte der Tafel, S. 26–29
- Hessischer Gestaltungspreis 2000. Ausstellungskatalog, Frankfurt am Main
- Talente 2000. Ausstellungskatalog, S. 4, 58, 121, IHM München
- metamorphosis. Ausstellungskatalog zeitgenössischer Kunst. (englisch) S. 20–22, Großbritannien
- Grassimesse 2000. Postkartenkatalog, Grassimuseum Leipzig
- Kunsthandwerk & Design 6/2000. S. 3, 22–27, Traumtänzerische Lichtspiele – neue Wege in Edelstahl und Silber, Autor: Dr. Weber-Stöber
- Asymmetrie und Harmonie. S. 9–10, 116–117, Ges. für Goldschmiedekunst Hanau
- Bayerischer Staatspreis für Nachwuchsdesigner 2000. S. 50, 90–91, München
- FILZ. Katalog der Internationalen Ausstellung „Europäische Filzkunst“. S. 147–150, 274, Karlsruhe
- Leipziger Blätter. Heft 37. Wettbewerb der Moderne, S. 27–29, Leipzig
- Kunsthandwerk & Design. Trommeln der Welt, S. 36–39 (Nr. 3), S. 59 (Nr. 4)
- Talente 2001. Ausstellungskatalog, IHM München, S. 14, München
- Grassimesse 2001. Postkartenkatalog, Leipzig
- Silbertriennale 2001. S. 10, 16, 110–111, 130, Dt. Goldschmiedehaus Hanau
- Handwerk in Hessen. 28. September 2001, Nr. 18, Hessischer Staatspreis 2001, Frankfurt
- Verleih. Hessischer Staatspreis, Pressemeld. Wirtschaft Hessen
- Silver as Water. Silverkunst-Stiftung Schoonhoven, S. 4–5, 7, 60, 70–71, Niederlande
- Grassimesse 2002. Grassimuseum Leipzig
- Spoons/Leepels. Galerie Ra, Amsterdam, Niederlande
- CW State of the arts. Janice Blackburn – Reviving the art of british craft, S. 6–7, Großbritannien
- Katalog: Kunstmesse München. S. 187, München
- Katalog: SOFA Chicago. S. 110, USA
- Katalog: Schmuck 2004. S. 66, 80, IHM München
- Katalog: 14. Silbertriennale. S. 92–93, 108, Kat. Ges. für Goldschmiedekunst, Hanau
- Katalog: Danner Preis 2005. Kunstverlag München
- Katalog: Deconstruction-Reconstruction. Katalog des Wettbewerbs, Gallery of Art, Legnica, Polen
- Zeitschrift: Kunsthandwerk & Design. November 2005, Artikel: Danner Preis 2005, S. 4–11
- Buch: Wohnen mit Filz. Autor: Marlène Lang, Portrait, Haupt Verlag, Schweiz
- Katalog: Internova 2005. Katalog zum Wettbewerb, Preisträger, Bozen, Italien
- Katalog: 5° Triennale du Papier. Musee du Pays et Val du Charmey, Charmey, Schweiz
- Katalog/Buch: Henriette & Martin Tomasi. 10 Years – Jewellery, Vessels and
- Buch: Jahrbuch Hochtaunuskreis 2006. „Victoria – Preis 2005“, Bad Homburg
- Magazin: GZ ART + DESIGN. International Jewelry Magazine 2/2006, “Silversmiths – The contemporary Face of tradition”, Autor: Jan Jensen, Stuttgart
- Magazin: Metalsmith Magazine. „Exhibition in Print“, Volume 26, Number 4, S. 46
- Katalog: 15. Silbertriennale. Kat. Dt. Ges. für Goldschmiedekunst, Hanau
- Katalog: WertZeichen. Dt. Ges. für Goldschmiedekunst, Hanau